# 311P/PANSTARRS
311P/PANSTARRS или P/2013 P5 (PANSTARRS) — астероид или комета главного пояса, открытый телескопом Pan-STARRS 27 августа 2013 года.
Наблюдения, сделанные космическим телескопом Хаббла, показали, что у тела было шесть кометоподобных хвостов. Предполагается, что хвосты представляют собой поток материала, но не материал полученного в ходе сублимации, как это бывает у комет, а материала, который выбрасывается астероидом в результате быстрого вращения.

## История наблюдения
Первые снимки, сделанные Pan-STARRS, показали, что объект имел необычный внешний вид: астероиды обычно выглядят как маленькие точки света, но 311P/PANSTARRS был идентифицирован астрономами как нечёткий объект. 10 сентября 2013 года космический телескоп Хаббл обнаружил множественные хвосты, позже 23 сентября космический телескоп Хаббл повторно наблюдал астероид, но его внешний вид полностью изменился. Отслеживание объекта продолжалось до 11 февраля 2014 года. В результате первых наблюдений объекта астероид был назван как комета.

## Характеристики
Астероид имеет не самые крупные размеры — радиус около 240 метров. Орбита объекта имеет низкое наклонение — 4,9685°.
Астероид находится в главном поясе астероидов и всегда остаётся за пределами орбиты Марса. Предположительно астероид относится к семейству Флоры.

## Активность
Образование пылевого хвоста не может быть объяснено ударами астероида о другие тела, потому что в этом случае выделилось бы много пыли сразу, тогда как астероид постоянно выбрасывал пыль в течение как минимум пяти месяцев.
Второй вариант — P/2013 P5 может терять пыль при вращении на высокой скорости. Возможно, астероид разогнался до высокой скорости, под действием давления солнечного света или эффекта Ярковского, которые оказали на тело крутящий момент.
При увеличении скорости, частицы астероида на поверхности под действием сил инерции стали отрываться, образуя облака пыли.
Далее под действием давления света облака вытягивались в структуры наподобие кометных хвостов.